# SQL Server Management Studio
SQL Server Management Studio (SSMS) is een computerprogramma voor het eerst meegeleverd met Microsoft SQL Server 2005 dat gebruikt wordt voor het configureren en beheren van alle componenten van Microsoft SQL Server. Het programma bevat scriptbewerkers en grafische gereedschappen die met objecten en functies van de server werken.
Een belangrijke functie van SSMS is de Object Explorer, die gebruikers in staat stelt om te bladeren tussen alle objecten van de server en het gewenste object te selecteren. Er was ook een Express-versie specifiek voor SQL Server Express. Deze kon gratis gedownload worden. Recente versies van SSMS zijn echter in staat om te connecteren naar een instantie van SQL Server Express, waardoor de Express-versie overbodig geworden is. Microsoft heeft terugwaartse compatibiliteit ingebouwd voor oudere versies van SQL Server zodat een nieuwere SSMS-versie ook overweg kan met oudere versies van SQL Server.
Sinds versie 11 is de applicatie gebaseerd op het Visual Studio 2010-uiterlijk dat gebruikmaakt van WPF.
In juni 2015 kondigde Microsoft aan voortaan de volgende versies van SSMS onafhankelijk van SQL Server uit te brengen.